# Technologie in Stargate
Dit is een lijst van de fictieve technologie uit de sciencefictionfranchise Stargate.

## Ancient technologie
Dit is technologie uitgevonden door de Ancients, de oorspronkelijke bouwers van de Stargate’s.
De technologie van de Ancients die te zien is in de serie Stargate Atlantis kan alleen worden geactiveerd en bestuurd door diegenen die een bepaald gen in hun lichaam hebben. Dit is waarschijnlijk gedaan om er voor te zorgen dat niemand anders dan de Ancients gebruik van bepaalde dingen kan maken. Sommige mensen hebben dit gen ook, maar zij zijn geen 2de evolutie van de Ancients. In de eerdere afleveringen werd dit wel gedacht, maar in de latere seizoenen (8 en 9) wordt langzaam duidelijk dat de Ancients het leven in de Melkweg hebben gemaakt met het wapen op Dakara, wat eigenlijk geen wapen is maar een stukje technologie om leven te scheppen. Sommige mensen hebben dit gen omdat de Ancients uit Atlantis terug zijn gekomen naar de Aarde en zich daar gedeeltelijk hebben gemengd onder de primitieve bevolking die ze daar vonden.
Ondertussen is men erin geslaagd om een gentherapie te ontwikkelen. Dankzij deze therapie kunnen mensen die zonder het ancients-gen zijn geboren met enige oefening toch gebruikmaken van de technologie. Dr.McKay was de eerste die deze therapie ondergaan heeft.
StargateEen poort gemaakt van Naquada (een zwaar metaal) die wormgaten kan maken tussen 2 Stargates. Door het ontstane wormgat is voor materie alleen een-richtingsverkeer mogelijk. (Vanaf de poort die het gat heeft gecreëerd naar de ontvangende poort) Voor straling (radiosignalen bijvoorbeeld) is wel twee-richtingsverkeer mogelijk. Een wormgat waar niets door verzonden wordt sluit automatisch. Een simpel radiosignaal is genoeg om de poort open te houden, echter een wormgat kan onder normale situaties niet langer dan 38 minuten openblijven. Hierna zal het automatisch sluiten.
Dial-Home Devicehet apparaat waarmee de Stargate afgestemd kan worden. Het SGC bezit geen DHD maar gebruikt een computer, die door kapitein Samantha Carter is ontwikkeld, om af te stemmen.
Drone wapenseen soort geleide raketten. Ze zien eruit als een inktvis en worden afgevuurd en bestuurd door de gedachte van degene die in stoel zit. Jack O'Neill gebruikte massa's drone wapens op Antarctica om de vloot van Anubis te vernietigen. Later vuurde Dr Beckett er per ongeluk eentje af op de helikopter van Generaal O'Neill en Majoor Sheppard. Ook heeft Majoor Sheppard de drone Wapens gebruikt om atlantis te verdedigen in de Siege deel 2.
Puddle JumpersIn Atlantis werden verschillende ruimtevaartuigen van Ancient makelij gevonden. Deze schepen, de zogenaamde Puddle Jumpers (Poelspringers, een verwijzing naar de Sterrenpoort) kunnen door een Stargate vliegen, maar zijn eveneens geschikt voor langdurige operaties in de ruimte.De naam is bedacht door majoor John Sheppard in de aflevering rising. De Jumpers hebben een camouflageapparaat, drone wapens maar geen schilden. Het is wel mogelijk om de camouflage te veranderen in een schild (Grace Under Pressure, seizoen 2). De schepen worden bestuurd door de gedachten van de piloot, die wel het bewuste ATA gen moet hebben.
TransportringenDeze ringen kunnen lokaal voorwerpen en personen verplaatsen. De ring werken volledig synchroon (als er aan twee kanten een voorwerp bevindt dan wisselen ze van plaats) In de film zijn er 10 ringen en in de serie zijn het er vaak 5. Voor korte afstanden van een aantal meters is er geen ontvangend of verzendend "ringplatform" nodig, voor langere afstanden wel. In het laatste geval kan de energiestraal ook onderschept worden door een schip dat uitgerust is met eigen transportringen.
Zero Point ModuleZeer sterke energiebron van de Ouden

## Aardse technologie
DaedalusAards ruimteschip met technologie van de Tau'ri en de Asgard aan boord.
P90Een machinegeweer dat de voorkeur geniet van de SG teams. P90 hebben een zaklampje en vuren razendsnel kogels af met grote precisie en vuurt speciale kogels af die standaard kevlar vesten doorboren.
X303Een ruimteschip waar 6 X302 in gestald kunnen worden. De eerste X303 wordt ook wel de Promotheus genoemd. Werd later uitgerust met Asgard technologie (schilden, geen wapens want de asgard wil niet dat dat tegen ze wordt gebruikt)
X304Een ruimteschip veel geavanceerder dan de X303 er is namelijk bij de ontwerp er van rekening gehouden met asgard technologie en is daardoor beter geïntegreerd. Ook wel Daedalus-class genoemd. Hieronder vallen de Daedalus, Odyssey, Korolev en Apollo.
Avenger 2.0Een virus dat de symbolen van de DHD door elkaar husselt en zo de poort onbruikbaar maakt.
FREDField Remote Expeditionary Device : een achtwielig voertuigje met voorraden en gereedschap en een machinegeweer erop gemonteerd. Dit voertuig wordt gebruikt door SG teams om reparaties of belangrijke missies uit te voeren.
GDOGarage Door Opener: Een afstandsbediening die de SG teams mee krijgen. Het apparaat zendt een code uit waarmee de SGC kan zien welk team de Stargate opent en zo kunnen ze de iris openen.
IrisDe aardse Stargate heeft een iris. Deze kan gesloten worden en beschermt de SGC tegen ongewenste indringers. Omdat het Iris enkele nanometers van de event horizon zit kunnen voorwerpen en mensen niet her-materialiseren.
MALPMobile Analytic Laboratory Probe: een wagentje met sensoren dat meestal eerst door de poort gaat om de wereld te verkennen
Naquadah reactorgebouwd door Kapitein Carter op basis van technologie verkregen van de orbanians. Kan grote hoeveelheden energie leveren.
UAVUnmanned Airborn Vehicle. Een vliegtuig op afstandsbediening dat een groter gebied dan de MALP kan verkennen.
X301De 2 Death Gliders die SG-1 heeft veroverd zijn omgebouwd om door de luchtmacht gebruikt kunnen worden. Tijdens de testvlucht bleek het toestel over te schakelen op automatische piloot waardoor het werd 'teruggeroepen' naar Apophis. Om die reden werden geen nieuwe modellen van dit type gebouwd
X302Een jager die helemaal gebouwd werd door middel van aardse technologie. Uitgerust met standaard straalmotoren, een raket motor en een gloednieuwe hyperdrive (mogelijk door de ontdekking van Naquadria). Heeft geen staf wapens maar wel enkele raketten. Later wordt de X-302 omgedoopt tot de F-302.

## Goa'uld technologie
Anubis' moederschipHet moederschip van de Goa'uld Anubis dat een vernietigend wapen met zich meedraagt.
Death Glider (Doodsglijder)Kleine 2 persoons jagers van de Goa'Uld. Bewapend met 2 stafwapens.
Ha'tak (Goa'uld)Goa'uld moederschip.
SarcofaagEen apparaat van Goa'uld waarmee zwaargewonde (en zelfs dode) mensen geregenereerd kunnen worden. Heeft wel een verslavend effect.
Zat'nik'telEen pistool dat eruitziet als een slang. Vuurt een puls af die mensen verlamt en apparatuur uitschakelt. Het tweede schot is dodelijk en het derde schot desintegreert het doel. Het apparaat kan ook gebruikt worden om andere (elektronische) apparaten uit te schakelen. (Ook wel zat-gun genoemd)
Al'KeshEen middellangeafstandsbommenwerper van de Goa'uld.
Hand apparaat (hand device)Een apparaat dat om de hand gedragen moet worden. Wordt gebruikt als martelwerktuig en creëert schokgolven die tegenstanders enkele meters wegslingert.
In'tarEen wapen ontwikkeld door Apophis dat de vorm kan aannemen van elk wapen en in plaats van kogels verdovende energie ballen afvuurt
Martelstok (pain stick)Gebruikt door de Goa'uld voor slaven en gevangenen. Geef het slachtoffer enorme pijnen en zijn/haar ogen en mond stralen licht uit. Ziet eruit als een grote vork of drietand.
Quantum spiegelEen apparaat dat toegang geeft tot parallelle dimensies.
SchildDe Goa'uld hebben een schild dat voorwerpen die snel reizen stopt maar voorwerpen die langzamer reizen doorlaat. De schilden in het Duin-universum werken ook zo
SchokgranaatEen bal die een sterke lichtflits afgeeft en iedereen die in de buurt staat tijdelijk bewusteloos maakt.
StafHet stafwapen vuurt een soort plasmabal af. Het wordt meestal gebruikt door de Jaffa. Er bevinden zich ook stafwapens op de death gliders.
Tel'TakEen klein transportschip van de Goa'uld, vaak gebruikt voor verkenning. Uitgerust met een hyperdrive en een onzichtbaarheidsapparaat.
TERTransphase Eradication Rod. Een apparaat dat ontwikkeld is door de Goa'uld om de Re'tou zichtbaar te maken. Werkt ook tegen ontzichtbaarheidsapparaten van Nirtti.
Zatarc DetectorEen soort leugendetector die zogenaamde Zatarc's (gehersenspoelde mensen) kunnen ontdekken.

## Asgard technologie
Asgard centrale computerkernHoog technologische Asgard computer.
BelisknerRuimteschip van de Asgard.